# Lusse
Lusse és un municipi francès, situat al departament dels Vosges i a la regió del Gran Est. L'any 2007 tenia 447 habitants.

## Demografia

### Població
El 2007 la població de fet de Lusse era de 447 persones. Hi havia 182 famílies, de les quals 56 eren unipersonals (28 homes vivint sols i 28 dones vivint soles), 61 parelles sense fills, 53 parelles amb fills i 12 famílies monoparentals amb fills.
La població ha evolucionat segons el següent gràfic:
Habitants censats

### Habitatges
El 2007 hi havia 267 habitatges, 186 eren l'habitatge principal de la família, 59 eren segones residències i 23 estaven desocupats. 244 eren cases i 22 eren apartaments. Dels 186 habitatges principals, 150 estaven ocupats pels seus propietaris, 28 estaven llogats i ocupats pels llogaters i 8 estaven cedits a títol gratuït; 1 tenia una cambra, 5 en tenien dues, 20 en tenien tres, 32 en tenien quatre i 127 en tenien cinc o més. 133 habitatges disposaven pel capbaix d'una plaça de pàrquing. A 67 habitatges hi havia un automòbil i a 91 n'hi havia dos o més.

### Piràmide de població
La piràmide de població per edats i sexe el 2009 era:
| Homes | Edats   | Dones |
| ----- | ------- | ----- |
| 0     | 95 o +  | 0     |
| 0     | 90 a 94 | 4     |
| 8     | 85 a 89 | 0     |
| 4     | 80 a 84 | 4     |
| 12    | 75 a 79 | 8     |
| 12    | 70 a 74 | 16    |
| 8     | 65 a 69 | 20    |
| 8     | 60 a 64 | 20    |
| 12    | 55 a 59 | 4     |
| 20    | 50 a 54 | 12    |
| 4     | 45 a 49 | 4     |
| 16    | 40 a 44 | 12    |
| 32    | 35 a 39 | 24    |
| 8     | 30 a 34 | 28    |
| 12    | 25 a 29 | 20    |
| 12    | 20 a 24 | 4     |
| 24    | 15 a 19 | 16    |
| 4     | 10 a 14 | 16    |
| 16    | 5 a 9   | 12    |
| 8     | 0 a 4   | 12    |

## Economia
El 2007 la població en edat de treballar era de 258 persones, 193 eren actives i 65 eren inactives. De les 193 persones actives 155 estaven ocupades (90 homes i 65 dones) i 38 estaven aturades (17 homes i 21 dones). De les 65 persones inactives 18 estaven jubilades, 23 estaven estudiant i 24 estaven classificades com a «altres inactius».

### Ingressos
El 2009 a Lusse hi havia 189 unitats fiscals que integraven 442 persones, la mediana anual d'ingressos fiscals per persona era de 14.433 €.

### Activitats econòmiques
Dels 17 establiments que hi havia el 2007, 1 era d'una empresa de fabricació d'altres productes industrials, 2 d'empreses de construcció, 6 d'empreses de comerç i reparació d'automòbils, 1 d'una empresa de transport, 1 d'una empresa d'hostatgeria i restauració, 2 d'empreses immobiliàries, 1 d'una empresa de serveis i 3 d'empreses classificades com a «altres activitats de serveis».
Dels 3 establiments de servei als particulars que hi havia el 2009, 1 era un taller de reparació d'automòbils i de material agrícola, 1 electricista i 1 restaurant.
L'any 2000 a Lusse hi havia 14 explotacions agrícoles que ocupaven un total de 270 hectàrees.

## Equipaments sanitaris i escolars
El 2009 hi havia una escola elemental.

## Poblacions més properes
El següent diagrama mostra les poblacions més properes.